# Hospital Marcos Macuada
El Hospital Marcos Macuada es un recinto hospitalario de carácter público ubicado en Tocopilla, Chile. Forma parte de la red asistencial del Servicio de Salud Antofagasta.

## Historia
El primer edificio fue construido en 1940 y recuerda el nombre de Marcos Macuada (1887-1912), estudiante de medicina oriundo de la ciudad de Ovalle que formó parte de la delegación que visitó la ciudad para combatir la epidemia de fiebre amarilla en 1912. Lamentablemente, Macuada contrajo el virus y después de 3 días falleció, a la temprana edad de 25 años.
El primer edificio del Hospital Marcos Macuada fue demolido en 2009 tras presentar serios daños producto del terremoto de 2007.
El 27 de julio de 2011 fue inaugurado el nuevo edificio del hospital por el ministro de Salud, Jaime Mañalich, lo que significó una inversión de más de $14 mil millones.